# 海津市立養南中学校
海津市立養南中学校（かいづしりつ ようなんちゅうがっこう）は、かつて岐阜県海津市南濃町津屋にあった公立中学校。
校名の｢養南｣とは養老郡南部という意味である。これは、この地域がかつて養老郡に属していたからである。
2008年（平成20年）3月31日に海津市立城南中学校の新設開校により閉校された。

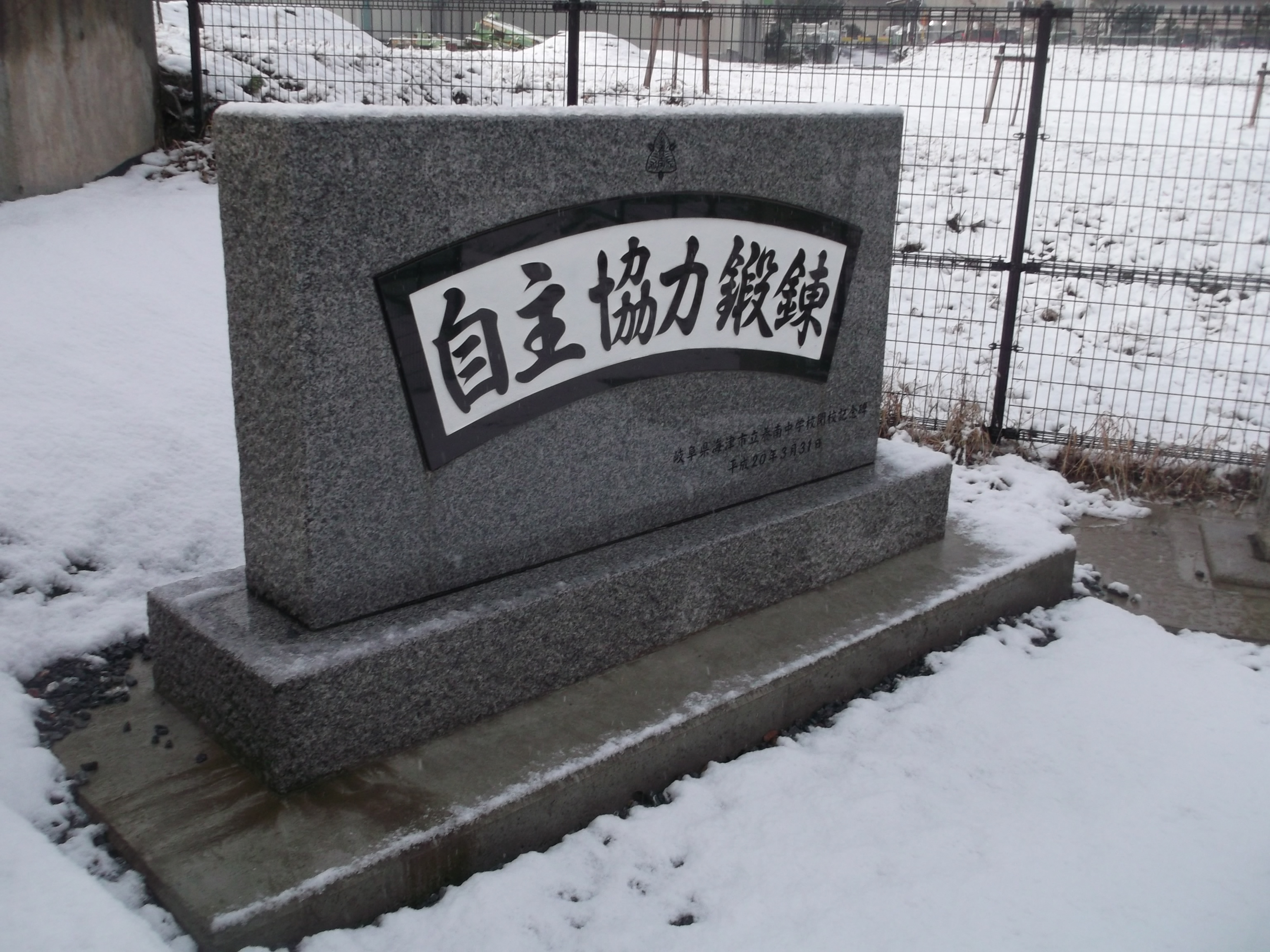
閉校記念碑

## 沿革
- 1944年（昭和19年） - 養老郡上多度村、下多度村、池辺村、笠郷村の青年学校を統合し、養老郡東部青年学校が発足する。
- 1947年（昭和22年）
  - 3月 - 養老郡東部青年学校を廃止。
  - 4月 - 養老郡上多度村と下多度村が組合を結成、上多度村下多度村組合立南部中学校を創立する。校舎は岐阜県立原蚕飼育所の建物の一つとなった、旧・養老郡東部青年学校校舎を使用。
- 1950年（昭和25年）9月 - 岐阜県立原蚕飼育所の全ての建物を岐阜県から払い下げをうける。
- 1954年（昭和29年）
  - 11月2日 - 新校舎が完成。
  - 11月3日 - 高田町、養老村、広幡村、上多度村、池辺村、笠郷村、小畑村、多芸村、日吉村、合原村の一部（室原地区）が合併し、養老町が発足。
  - 11月5日 - 海津郡城山町、石津村、及び養老郡下多度村が合併し、海津郡南濃町が発足。これにより、南濃町養老町組合立南部中学校に改称する。
- 1958年（昭和33年）4月 - 南濃町養老町組合立養南中学校に改称する。
- 1959年（昭和34年）3月6日 - 新校舎が完成。
- 1963年（昭和38年）4月 - 岐阜県養南中学校組合立養南中学校に改称する。
- 1968年（昭和43年）3月 - 体育館が完成。
- 1970年（昭和48年）8月 - プールが完成。
- 1984年（昭和59年） - 旧養老郡上多度村地区が養老町立東部中学校への通学になる。これにより、南濃町立養南中学校に改称する。
- 2005年（平成17年） - 南濃町が合併により海津市になる。これにより海津市立養南中学校に改称する。
- 2008年（平成20年）3月31日 - 海津市立城南中学校の新設により、海津市立城山中学校とともに閉校。4月1日に海津市立城南中学校が旧城山中学校の場所に開校され、生徒は城南中学校に通学することになった。

## 交通機関
- 養老鉄道 美濃津屋駅より徒歩10分

## その他
- 敷地及び校舎は、2013年から中日本氷糖南濃第4工場として使用されている。かつての一部の教室には養南中学校に関わる資料が保存されている[1]。